# 2010년 벤쿠버 국제 영화제
제29회 벤쿠버 국제 영화제는 2010년 9월 29일에 열린 시상식이다.

## 수상 및 후보

### 캐나다 장편상
- 그을린 사랑 - 드니 빌뇌브 수상

### 캐나다 단편 신인감독상
- 목타르 - 하리마 오아르디리 수상

### 캐나다 다큐멘터리인기상
- 리브 뎀 라핑 - 존 자리츠키 수상

### 캐나다영화인기상
- 투 인디안스 토킹 - 사라 맥킨타이어 수상

### 용호상
- 굿모닝 투 더 월드 - 히로하라 사토루 수상

### 로저스 관객상
- 웨이스트 랜드 - 루시 워커 수상

### 다큐멘터리인기상
- 킨샤사 심포니 - 마르틴 바에르 외 1명 수상

### 여성 필름&비디오 예술상
- 아마존 폴스 - 캐트린 보웬 수상

### VIFF 환경영화 관객상
- 포스 오브 네이처: 더 데이빗 수즈키 무비 - 스툴라 구나르손 수상

### 캐나다 이미지
- 헨리스 글래시스 - 브렌던 우가마
- 준코스 샤미센 - 솔로몬 프리드먼
- 목타르 - 하리마 오아르디리
- On the Way to the Sea - Tao Gu
- 재생.정지.되감기. - 제럴드 패트릭 팬톤
- 세비지 - 리사 잭슨
- 앨티튜드 - 카리 앤드류스
- 아마존 폴스 - 캐트린 보웬
- American Wife - Michael Schmidt
- 크로 앤 아티 - 스쿠퍼 코클
- 더 클로저 유 겟 투 캐나다 - 존 볼튼
- 어 파인 영 맨 - 케반 펑크
- The Last Time Around - David Tomassini
- Me Neither - Chloe Robichaud
- Mind the Gap - Shaun Majumder
- Naissances - Anne Emond
- Nowhere, Elsewhere - Annick Blanc
- Original Sin - Roger Gariepy
- Transmission - Randall Okita
- L' Annee de L'Os - Chris Lavis 외 1명
- Birthday - Jeremie Saindon
- 브레이크 어 레그 - 제시 샤마타
- Breaking the Silence: Burma's Resistance - Pierre Mignault 외 1명
- 크라이 록 - 반치 하누세
- 커링 - 드니 코테
- 두 아이 컴 온 투 스트롱? - 브렌다 코브릭
- 어 드럼스 드림 - 존 워커
- Everywhere - Alexis Durand-Brault
- 익스포즈 - 마크 소워스
- 아버지와 아들 - 칼 베세이
- 픽스 인 모션 - 트레버 앤더슨
- 못난이 - 안드레아 도프만
- 프로그 - 오스틴 앤드류스
- 고스트 노이즈 - 마르샤 코놀리
- 귀도 슈퍼스타 - 실비오 폴리오
- 하트비트 - 자비에 돌란
- Hope Builders - Fernand Dansereau
- 하우 투 리드 유어 러버 오브 어 네거티브 이모션 코지드 바이 유! - 나디아 리츠
- I Was a Child of Holocaust Survivors - Ann Marie Fleming
- 그을린 사랑 - 드니 빌뇌브
- 레이버 로스 - 제임스 겐
- 레이디스 앤 젤틀맨 - 프란신 주커먼
- Lipsett Diaries - Theodore Ushev
- 레코드 - 딜런 레이블링
- 레 프로젝트 사포로 - 마리-죠제 세인트-피에르
- 마담 페로스 블루비어드 - A.J. 본드
- 킹 치킨 - 니콜라스 볼덕
- 리브 뎀 라핑 - 존 자리츠키
- 러브 레터 프럼 언 오픈 그레이브 - 크레이그 데이빗 월리스
- 러브 샤인스 - 더글러스 애로우스미스
- 러브 트랜스레이티드 - 줄리아 이바노바
- 포유류 - 프랭크 울프
- Marion Woodman: Dancing in the Flames - Adam Reid
- Mighty Jerome - Charles Officer
- 모드라 - 잉그리드 베닌거
- 더 리셉션 - 필립 리치오
- 부두 - 마크 라츨라프
- 모닝 포 안나 - 캐서린 마틴
- 죽은 호랑이를 위한 밤 - 테리 마일즈
- 리피터스 - 칼 베세이
- 루트 132 - 루이스 벨랑거
- 스노우 앤 애쉬스 - 찰스-올리비에르 미샤우드
- 투 인디안스 토킹 - 사라 맥킨타이어
- 엉글 브라이언 - 닉 맥애널티
- 웬 더 디블 녹스 - 헬렌 슬링거
- 월리긱 - 채즈 쏜
- 예스노 - 브라이언 D. 존슨

### 우리시대의 영화
- 액터비스트 - 필립 몽고메리
- 안톤 체홉의 결투 - 도버 코샤쉬빌리
- 오로라 - 크리스티 푸이유
- 비스트 - 라스 페더슨
- 베드포드 파크 블러바드 - 펠릭스 톰슨
- 벨리 오브 더 웨일 - 아나 룬구 외 1명
- 블랙베리 스테인스 - 로버트 해킷
- Nacidas Para Sufrir - 미구엘 알바라데조
- Brave Donkey - Grayson Thavat
- 브레이크 업 - 윌 펠레그리니
- 브로 - 크리스 던던
- 캡처 더 플래그 - 리산느 스카일러
- 카란초 - 파블로 트라페로
- 캐어풀 위드 댓 파워 툴 - 제이슨 스터터
- 셀다 211 - 다니엘 몬존
- 찬트라파스 - 오타르 이오셀리아니
- 시티 오브 라이프 - 알리 F. 무스타파
- 클리어링 - 세스 라니
- 콜드 웨더 - 아론 카츠
- 데드 크릭 - 벤지만 사우스웰
- 더비 - 폴 네고스쿠
- 디솔루션 - 니나 멩키스
- 다운 테러스 - 벤 웨틀리
- 닥터 스케치스 안티-아트 스쿨 - 피터 볼트
- 에듀케이팅 쿠퍼 - 브라이언 리트
- 페리캐처 - 킬런 오루크
- 더 프라이스 오브 플라워스 - 애슐리 차보넷
- 모너스 포엄 - 야론 렘멜바움
- 윙크 오브 더 아이 - 암바리쉬 마네팔리
- 리럭턴트 브라이드 - 시데 파라만드
- 터치 - 젠 맥고완
- 낫 인터레스티드 - D.W. 영
- 아이 원투 스펜드 더 레스트 오브 마이 라이프 위드 유 - 마누엘라 모레노
- 걸라이크미 - 로랜드 잡슨
- Gold & Copper - Homayoun Asadian
- The Goldfish - Jacob Mendel
- 하라가스 - 메르작 알루아슈
- Heaven Garden - Ari Candido Fernandes
- 아워스 비포 - 조엘 무어
- 팅글우드 - 알렉산더 본 호프만
- 허니문 - 고란 파스칼레비치
- 극지대에서 보낸 지난 여름 - 알렉세이 포포그레브스키
- 아이 엠 - 오니어
- 휘파람을 불고 싶으면 불지 - 플로린 세르반
- 그림자 속에서 - 토머스 아슬란
- 인퍼들 - 조쉬 애피그나네시
- 킹 이터널 - 오리 구엔델만
- 킹스 로드 - 발디스 오스카즈도티르
- L.A. 좀비 - 브루스 라 브루스
- 립 이어 - 마이클 로위
- 레전드 오브 엘 림보 - 마이클 슈터
- 전기도둑 - 악탄 압디칼리코프
- 리틀록 - 마이크 오트
- 러브 버드 - 브라이언 라이
- 마마 앤 파파 - 앨리스 넬리스
- 오게 될 남자 - 지오르지오 디리티
- Mathias, Mathias - Cecilia Felmeri
- 마이크로폰 - 아흐마드 압달라
- 모델 - 안드라스 노박
- 괴물들 - 가렛 에드워즈
- 아침 - 마리안 크리산
- 마이 조이 - 세르히 로즈니차
- 릴라, 릴라 - 알랑 그스포너
- The Neighbor - Naghmeh Shirkhan
- 노베르토스 데드라인 - 다니엘 헨들러
- 10월 - 다니엘 베가 외 1명
- 사랑과 다른 악마들 - 일다 이달고
- Orbis Minor - Zach Kienitz
- 우리의 인생 - 다니엘레 루체티
- 더 스키셔맨 - 챈들러 카푸만
- 프로텍터(영어판) - 마렉 나이브르트
- 펄사 - 알렉스 스톡맨
- 푸시 바이크 - 메이리 캐머런
- 퍼티 힐 - 매튜 포터필드
- R - 토비아스 린드홈 외 1명
- 알 유 데어 - 다비드 베어벡
- 리콜렉션 - 데리코 다레산드로
- Reel Youth Film Festival
- 레지스터드 - 마크 맥레인
- 리버스 - 보리스 란코즈
- 강도 - 벤야민 하이젠베르크
- 루버 - 쿠엔틴 듀피욱스
- 스냅 - 카멜 윈터스
- 약간은 신사 - 한스 페터 몰란트
- 송 오브 투머로우 - 조나스 베르게르가르드 외 1명
- 안젤리카의 이상한 사건 - 마뇰 드 올리베이라
- 서바이빙 라이프 - 얀 슈반크마이에르
- 타블 7 - 마코 슬라브닉 외 1명
- 테일스 프럼 카스 - 엠레 아케이  외 3명
- 더 태넌츠 - 세르지오 비안치
- Three Sad Tigers - David Munoz
- 트랜스퍼 - 다미르 루카세빅
- 트리 - 줄리 베르투첼리
- 베스파 - 다이아나 그루
- 웬 위 리브 - 페오 알라다그
- 더 화이트 메도우즈 - 모하메드 라술로프
- 윈/윈 - 야프 반 회스든
- 유 알 올 캡틴스 - 올리버 라세
- 진디크 - 미셸 클레이피

### 갈라스 부문
- 바니의 버전 - 리처드 J. 루이스
- 일루저니스트 - 실뱅 쇼메
- 스코어: 하키 뮤지컬 - 마이클 맥고완

### 논픽션 부문
- 아메리칸 그라인드하우스 - 엘리야 드렌너
- 안포: 아트 X 워 - 린다 호그런드
- 아버 - 클라이오 바나드
- 체크포인트 록 - 하비에르 코르쿠에라 외 1명
- 피나 바우쉬의 댄싱 드림즈 - 라이너 호프만 외 1명
- 다니엘 쉬미트 - 파스칼 호프만 외 1명
- 금지된 예술 - 차브다르 게오르기에브 외 1명
- 아임 토니 스콧 - 프랑코 마레스코
- Palimpsest - Janos Domokos
- Rejoice and Shout - Don McGlynn
- 라이드, 라이즈, 로어 - 힐만 커티스
- Rio Sonata - Georges Gachot
- Snow White - Angelin Preljocaj
- Sodankyla Forever - The Century of Cinema - Peter von Bagh
- Sodankyla Forever - The Yearning for the First Cinema Experience - Peter von Bagh
- 스트레인즈 파워스 - 커시 픽스 외 1명
- Tribeca - Michael Shamberg
- 비보이 배틀 - 알라스테어 시든스
- 바그너와 나 - 패트릭 맥그러디
- 우드맨스 - 스콧 윌리스
- 더 옐로우 비턴 - 앨런 길즈넌
- 108 - 리네이트 코스타
- 5 베어리에이션스 온 어 롱 스트링 - 피터 에스몬드
- 아르마딜로 - 야누스 메츠
- 도착한 사람들 - 클로딘 보리스 외 1명
- 니콜라에 차우셰스쿠의 생애 - 안드레이 우지커
- The Cure Women - Keivan Majidi
- 데이빗 원츠 투 플라이 - 데이빗 시에베킹
- Defiant Brasilia - Gabriel Mascaro
- 패밀리 어페어 - 치코 콜바드
- 어 필름 언피니시드 - 야엘 허손스키
- 포린 파츠 - 베레나 파라벨 외 1명
- 가보: 더 스파이 - 에드먼 로치
- Gaza Hospital - Marco Pasquini
- 하트 인 더 롱 플레이스 - 조수 베네로
- Hell Roaring Creek - Lucien Castaing-Taylor
- 히말라야, 레 체민 두 시엘 - 마리앤 차우드
- 헝키 블루스 - 페테르 포가치
- 아버지의 나라에서 - 톰 머레이
- 인겔로르 - 프랭크 스티펄
- 인사이드 잡 - 찰스 퍼거슨
- 30 포 30: 인투 더 윈드 - 스티브 내쉬
- 더 인벤션 오브 닥터 나카마츠 - 카스파 아스트럽 슈뢰더
- 세이티 - 피리오 혼카살로
- 엄마를 돌봐줘 - 피트 오머스 외 1명
- Los Maravillistas - Richard O'Connell
- Mogadishu Dreaming - Lesley Brangan
- 선샤인 보이 - 프리드릭 토르 프리드릭슨
- 네네트 - 니콜라 필리베르
- 노스탤지어 포 더 라이트 - 패트리시오 구즈먼
- 핑크 사리스 - 킴 론지노트
- 플래티서티 3D - 라이언 수츠
- 차임 야카림 - 슈로미 엘다르
- 루르 - 제임스 베닝
- 시크릿 오브 더 트라이브 - 호세 파딜라
- 셉템버 12 - Ozlem Sulak
- 스톤월 업라이징 - 케이트 데이비스 외 1명
- 선라이즈 - 플라톤 테오도리스
- 더 투 에스코바스 - 제프 짐발리스트
- 엉클 분미 - 아피찻퐁 위라세타쿤
- The Yellow Bank - J. P. Sniadecki

### 주목! 프랑스
- 작은 산 주변에서 - 자크 리베트
- 칙스 - 소피 르토어뉴
- 더 카운설 - 세드릭 앵거
- 벨레 에핀 - 레베카 즐로토브스키
- 아버지의 비밀 - 올리비에 뒤카스텔
- 신과 인간 - 자비에 보브와
- 몽펭지에 공주 - 베르트랑 타베르니에
- 슬리핑 뷰티 - 카트린 브레야

### 용과 호랑이
- 13인의 자객 - 미이케 다카시
- 607 - Liu Jiayin
- 당산대지진 - 펑샤오강
- 찬가 - 아피찻퐁 위라세타쿤
- A Silk Letter - 강상우
- 아라마키 - 히라바야시 이사무
- 분미 아저씨께 보내는 편지 - 아피찻퐁 위라세타쿤
- Luminous People - Apichatpong Weerasethakul
- 시카샤 - 히라바야시 이사무
- Baby Arabia - Panu Aree 외 2명
- Chassis - Adolfo Alix
- 콜드 피시 - 소노 시온
- 위문 - 잉량
- 크로싱 마운틴 - 양 루이
- 비, 두려워 마 - 당 디 판
- 더 드리머 - 리리 리자
- 주당일기 - 황국조
- 세월신투 - 나계예
- 짐승의 끝 - 조성희
- Experiment for Animated Graphic Score - Yoshida Haruka
- 완전한 가족 - 이마이즈미 코우이치
- 아빠의 도전 - 조아라
- 점술가 - 쉬 통
- 네 번째 초상화 - 청몽홍
- Good Morning to the World! - Hirohara Saturo
- 그레이스랜드 - 아노차 수위차콘퐁
- 하하하 - 홍상수
- 더 하이 라이프 - 자오 다용
- 별들의 고향 - 정윤석
- 상해전기 - 지아장커
- Icarus Under the Sun - Abe Saori 외 1명
- 알 수 없는 돼지 - 와다 아츠시
- 숨 들이쉬기 - 에드먼드 요
- Insects in the Backyard - Tanwarin Sukkhapisit
- 카라마이 - Xu Xin
- 기이한 춤: 기무 - 박동현
- 비보호 좌회전 - 안승혁
- 아저씨 - 이정범
- 스키스 - 레이몬드 레드
- Merry-Go-Round - Yan Yan Mak 외 1명
- 변신 - 이삼칠
- 우주의 역사 - 아노차 수위차콘퐁
- My Film and My Story - 김태호 외 6명
- 옥희의 영화 - 홍상수
- Patterns - Sato Toshinao
- 피스 - 소다 카즈히로
- 푸켓 - 아딧야 아사랏
- 피노이 선데이 - 위 딩 호
- 시 - 이창동
- 고추잠자리 - 리아오지에카이
- Rumination - Xu Ruotao
- 삼파기타 - 프란시스 자비에 파시온
- 모래성 - 부준펑
- 사와코 결심하다! - 이시이 유야
- Senorita - Vincent Sandoval
- 천국에서의 일주일 - 왕 유린
- SFO - 서원태
- 싱글 맨 - 지 하우
- 날리는 것들 - 김현성
- The Student Wrestler - Imanari Yumehito
- Thomas Mao - Zhu Wen
- 타이거 팩토리 - 우밍진
- 겨울방학 - 리홍치

### 특별소개 부문
- 어나더 이어 - 마이크 리
- 비우티풀 - 알레한드로 곤잘레스 이냐리투
- 증명서 - 압바스 키아로스타미
- 메이드 인 다겐함 - 나이젤 콜
- 멕시코 혁명, 10가지 이야기 - 마리아나 체닐로 외 3명
- 타마라 드류 - 스티븐 프리어스
- 더 어글리 덕클링 - 가리 발딘
- Winds of Heaven - Michael Ostroff

### 아프리카 투데이
- 부시 리그 - 싸이 쿠켄베이커
- 굿 모닝 아프리카 - 치아라 삼부치
- 킨샤사 심포니 - 마르틴 바에르 외 1명
- 그곳엔 아무도 살지 않는다 - 안드레아스 아포스톨리디스
- Raindrops Over Rwanda - Charles Annenberg Weingarten
- 절규하는 남자 - 마하마트 살레 하룬
- 슈팅 위드 머시 - 올리사랄리 올리부이 외 1명
- Zanzibar Musical Club - Philippe Gasnier 외 1명

### 마음의 생태학
- The 4th Revolution - Energy Autonomy - Carl-A. Fechner
- Cities on Speed - Bogota Change - Andreas Mol Dalsgaard
- Mumbai Disconnected - 프레더릭 제이코비 외 1명
- The Eye 3D - Life and Science on Cerro - Nikolai Vialkowistch
- 페더드 코카인 - 온 마리노 아르나손 외 1명
- 포스 오브 네이처: 더 데이빗 수즈키 무비 - 스툴라 구나르손
- 인 더 웨이크 오브 더 플러드 - 론 만
- 인투 이터너티 - 마이클 매드슨
- 플러그 & 프레이 - 옌스 샨체
- 싸이코하이드로그라피 - 피터 보 라프먼드
- 리제너레이션 - 필립 몽고메리
- 로빈슨 인 루인스 - 패트릭 킬러
- 스쿨링 더 월드 - 캐롤 블랙
- Severn, The Voice of Our Children - Jean-Paul Jaud
- 싱크 글로벌, 액트 루럴 - 콜린 세로
- [[비행운 [클라크]]] - 존 지안비토
- 윈드폴 - 로라 이스라엘

### 특별 이벤트
- 카를로스 더 자칼 - 올리비에 아사야스
- 리스본의 미스터리 - 라울 루이즈